# Burgos Club de Fútbol
Pour les articles homonymes, voir Burgos (homonymie).
Ne doit pas être confondu avec Real Burgos CF.
Maillots
Actualités
Le Burgos Club de Fútbol est un club de football espagnol basé à Burgos en Castille-et-León, fondé en 1994.

## Histoire
| \| Burgos \| Emplacement de Burgos, en Espagne. |
| Burgos                                          |

L'origine du club actuel remonte à la fondation du Burgos CF en 1922, également connu sous le nom Gimnástica Burgalesa Club de Fútbol entre 1936 et 1948. En 1983, celui-ci disparaît en raison de graves problèmes économiques et son équipe de réserve, Burgos Promesas, rebaptisé Real Burgos Club de Fútbol, remplace l'équipe première à partir de la saison 1983-1984.
Ce dernier prend part pendant trois saisons consécutives au championnat d'Espagne de D1 au début des années 1990, mais, peu de temps après sa relégation en Segunda División à l'issue de la saison 1992-1993, il suspend ses activités durant la saison 1994-1995, repart en Tercera División l'année suivante avant des disparaître définitivement à l'été 1996.
C'est alors que le Burgos CF, fondé dès les premières difficultés du Real Burgos en 1994, devient la principale équipe locale. En 2003, l'équipe réserve est renommée Burgos CF B.
Le club évolue une saison en deuxième division, lors de la saison 2001-2002. À cette occasion, le club se classe 16e du championnat, avec 12 victoires, 16 matchs nuls et 14 défaites, mais le club est relégué pour des raisons économiques.
Le club atteint les seizièmes de finale de la Copa del Rey lors de la saison 2007-2008, en étant éliminé par l'équipe de Getafe (1-5 sur l'ensemble des deux matchs).
Dix-neuf ans après sa relégation, le club remonte en deuxième division au terme de la saison 2020-2021.

## Joueurs et personnalités du club

### Présidents
Le tableau suivant présente la liste des présidents du club depuis 1994.
| Rang | Nom                     | Période   |
| ---- | ----------------------- | --------- |
| 1    | José María Quintano     | 1994-2002 |
| 2    | Valentín Germán         | 2002-2005 |
| 3    | Domingo Novoa           | 2005-2008 |
| 4    | Juan Carlos Barriocanal | 2008-2016 |

| Rang | Nom              | Période   |
| ---- | ---------------- | --------- |
| 5    | José Luis García | 2016-2018 |
| 6    | Jesús Martínez   | 2018-2019 |
| 7    | Franco Caselli   | 2019-     |

### Entraîneurs
Le tableau suivant présente la liste des entraîneurs du club depuis 1994.
| Rang | Nom                         | Période   |
| ---- | --------------------------- | --------- |
| 1    | Félix Arnáiz                | 1994-1996 |
| 2    | José Luis Martínez Lobato   | 1996-1997 |
| 3    | Blas Ziarreta               | 1997-1998 |
| 4    | Félix Arnáiz                | 1998      |
| 5    | Vicente González-Villamil   | 1998      |
| 6    | Félix Arnáiz                | 1998-2000 |
| 7    | Carlos Terrazas             | 2000-2001 |
| 8    | Quique Martín               | 2001-2002 |
| 9    | Carlos Terrazas             | 2002-2004 |
| 10   | Javier Álvarez de los Mozos | 2004      |
| 11   | Fede Castaños               | 2004-2005 |
| 12   | Fabri González              | 2005-2006 |

| Rang | Nom                         | Période   |
| ---- | --------------------------- | --------- |
| 13   | Gonzalo Arconada            | 2006-2007 |
| 14   | Félix Arnáiz                | 2007-2008 |
| 15   | Alberto González            | 2008      |
| 16   | Raúl González               | 2008      |
| 17   | Javier Álvarez de los Mozos | 2008-2010 |
| 18   | Carlos Tornadijo            | 2010-2011 |
| 19   | Julio Bañuelos              | 2011      |
| 20   | Miguel Ángel Álvarez Tomé   | 2011      |
| 21   | Ramón Calderé               | 2012-2014 |
| 22   | Fede Castaños               | 2014-2015 |
| 23   | Ángel Viadero               | 2015-2016 |
| 24   | Paco Fernández              | 2016      |

| Rang | Nom                 | Période   |
| ---- | ------------------- | --------- |
| 25   | Manix Mandiola      | 2016-2017 |
| 26   | Nacho Fernández     | 2017      |
| 27   | Patxi Salinas       | 2017-2018 |
| 28   | Nacho Fernández     | 2018      |
| 29   | Alejandro Menéndez  | 2018      |
| 30   | José Manuel Mateo   | 2018      |
| 31   | Fernando Estévez    | 2018-2019 |
| 32   | José María Salmerón | 2019-2020 |
| 33   | Julián Calero       | 2020-2023 |
| 34   | Bolo                | 2023-2024 |
| 35   | Luis Miguel Ramis   | 2024-     |

### Joueurs emblématiques
- Leonardo Iglesias
- Aritz Aduriz
- José Mari
- Asier Garitano
- Manu Torres
- Lilian Astier
- Iván Zarandona
- Juan Luis Guirado
- Dmitri Cheryshev

• 🇫🇷 Timothée Carro

## Palmarès
Championnats
- Championnat d'Espagne D3
  - Vainqueur de groupe (2) : 2001 (II) (es) et 2021 (I)

Coupes
- Copa Federación (es)
  - Vainqueur (1) : 1997 (en)